# فرديناند أوموروا
فرديناند أوموروا (مواليد 2 يناير 1996) هو عداء كيني متخصص في سباقات 100 و200 متر وهو حاليا صاحب الرقم القياسي الأفريقي في سباق 100 متر بزمن 9.77 ثانية.

## وصلات خارجية
- فرديناند أوموروا على موقع الاتحاد الدولي لألعاب القوى (الإنجليزية)
- فرديناند أوموروا على موقع اللجنة الأولمبية الدولية (الإنجليزية)
- فرديناند أوموروا على موقع أوليمبيديا (الإنجليزية)